# American Beauty/American Psycho
American Beauty/American Psycho ist das sechste Studioalbum der US-amerikanischen Rockband Fall Out Boy aus dem Jahr 2015. Es erschien am 16. Januar 2015 bei Island Records.

## Entstehung und Veröffentlichung
Nach der Veröffentlichung ihres Comebackalbums Save Rock and Roll (2013) gingen Fall Out Boy auf eine gemeinsame Tournee mit Paramore unter dem Titel Monumentour. Das Album entstand während und im Anschluss an diese Tour und wurde in Interviews für den Jahresbeginn 2015 angekündigt. Bassist Pete Wentz sagte im Vorfeld der Veröffentlichung, das Album solle sowohl genug Popmusik-Einflüsse enthalten, um „relevant“ zu sein, auf der anderen Seite aber auch genug Rockmusik enthalten, um Arenen zu füllen. Für das Album arbeitete die Band mit verschiedenen Produzenten, wobei die meisten Titel mit Jake Sinclair produziert wurden. Der namensgebende Song ist eine Zusammenarbeit mit SebastiAn.
Verantwortlich für das Mastering war Pete Lyman, das Mixing stammt von Mark Stent (Titel 1, 3 und 5), Jake Sinclair (Titel 10) und Claudius Mittendorfer (restliche Titel).
Das Album sollte offiziell am 20. Januar 2015 erscheinen. Etwa eine Woche wurde das Album vorab geleakt. Daher veröffentlichte die Band vor dem offiziellen Veröffentlichungsdatum einzelne Songs als Streams über ihr Twitter-Profil. Am 20. Januar erschien das Album in den USA. Zusätzlich war eine Schallplattenversion erhältlich.
Der Titel Immortals war vorab im Disney-Film Baymax – Riesiges Robowabohu enthalten. Centuries wurde vom US-amerikanischen Sportsender ESPN als inoffizieller Titelsong der College-Football-Übertragungen verwendet.

## Titelliste
| Nr. | Titel                           | Autor(en) |                                   | Länge |
| --- | ------------------------------- | --- | --------------------------------- | ----- |
| 1.  | Irresistible                    | |                                   | 3:29  |
| 2.  | American Beauty/American Psycho | Wentz, Stump, Trohman, Hurley, Sebastian Akchoté-Bozovic, Nikki Sixx a                                              | Produktion: SebastiAn             | 3:15  |
| 3.  | Centuries                       | Wentz, Stump, Trohman, Hurley, Jonathan Rotem, Michael J. Fonseca, Raja Kumari, Justin Tranter, Suzanne Vega b      | Produktion: Omega, J. R. Rotem    | 3:48  |
| 4.  | The Kids Aren’t Alright         | |                                   | 4:20  |
| 5.  | Uma Thurman                     | Wentz, Stump, Trohman, Hurley, Sinclair, Waqaas Hashmi, Jarrel Young, Liam O’Donnell, Jack Marshall c, Bob Mosher c | Produktion: Young Wolf Hatchlings | 3:31  |
| 6.  | Jet Pack Blues                  | |                                   | 2:59  |
| 7.  | Novocaine                       | |                                   | 3:46  |
| 8.  | Fourth of July                  | Wentz, Stump, Trohman, Hurley, Ryan Lott d, Sinclair                                                                |                                   | 3:44  |
| 9.  | Favorite Record                 | |                                   | 3:23  |
| 10. | Immortals                       | |                                   | 3:09  |
| 11. | Twin Skeleton’s (Hotel in NYC)  | |                                   | 3:40  |

Anmerkungen:
  

## Rezensionen
Das Album American Beauty/American Psycho erhielt beim Review-Aggregator Metacritic 72 von 100 möglichen Punkten, was für „allgemein positive“ Kritiken steht. Kyle Anderson von Entertainment Weekly vergab die Bestnote A und kommentierte, Fall Out Boy zeigten, dass sie sowohl in der Lage seien, Songs zum „Mitsingen in großen Konzerthallen“ zu schreiben, deren „eingehende Analyse über Kopfhörer“ sich aber trotzdem lohne. Mikael Wood von den Los Angeles Times bewertete das Album als gefüllt mit „frischer Energie“ und insbesondere die erste Hälfte des Albums als „Adrenalinrausch“, bemängelte jedoch, dem Album gehe gegen Ende diese Energie aus. In einem Review für Consequence kritisierte Collin Brennan die übermäßige Verwendung von Samples in den verschiedenen Titeln des Albums und bezeichnete den Weg der Band als „schlichtweg verwirrt“, wobei er anmerkte, es wäre falsch, das Album vollständig abzuschreiben. Maria Sherman (Spin) bezeichnete das Album zusammenfassend als „ehrgeizig, bewundernswert, aber selten vollkommen“.

## Kommerzieller Erfolg

### Chartplatzierungen
| ChartsChartplatzierungen       | Höchstplatzierung | Wochen |
| ------------------------------ | ----------------- | ------ |
| Deutschland (GfK)              | 12 (4 Wo.)        | 4      |
| Österreich (Ö3)                | 12 (5 Wo.)        | 5      |
| Schweiz (IFPI)                 | 4 (15 Wo.)        | 15     |
| Vereinigte Staaten (Billboard) | 1 (95 Wo.)        | 95     |
| Vereinigtes Königreich (OCC)   | 2 (71 Wo.)        | 71     |

| ChartsJahrescharts (2015)      | Platzierung |
| ------------------------------ | ----------- |
| Vereinigtes Königreich (OCC)   | 28          |
| Vereinigte Staaten (Billboard) | 15          |

| ChartsJahrescharts (2016)      | Platzierung |
| ------------------------------ | ----------- |
| Vereinigte Staaten (Billboard) | 78          |

### Auszeichnungen für Musikverkäufe
| Land/Region                  | Auszeichnungen für Musikverkäufe (Land/Region, Auszeichnung, Verkäufe) | Verkäufe  |
| ---------------------------- | ---------------------------------------------------------------------- | --------- |
| Dänemark (IFPI)              | Platin                                                                 | 20.000    |
| Kanada (MC)                  | Gold                                                                   | 40.000    |
| Neuseeland (RMNZ)            | Platin                                                                 | 15.000    |
| Singapur (RIAS)              | Gold                                                                   | 5.000     |
| Vereinigte Staaten (RIAA)    | Platin                                                                 | 1.000.000 |
| Vereinigtes Königreich (BPI) | Platin                                                                 | 300.000   |
| Insgesamt                    | 2× Gold · 4× Platin ·                                                  | 1.380.000 |